# Campionati del mediterraneo di scherma
I Campionati del mediterraneo di scherma sono una competizione sportiva annuale organizzata dalla CoMEs (Confédération Méditerranéenne d'Escrime), che si svolge ogni volta in un paese diverso. Nell'ambito di essi vengono assegnati i titoli del mediterraneo delle diverse armi della scherma maschile e femminile. La competizione si è disputata per la prima volta nel 2004 ad Istanbul in Turchia.
Nelle prime quattro edizioni (2004-2007) l'unica categoria ammessa era "under 18". Dal 2008 in poi furono ammessi alla competizione anche gli atleti "juniores" (detti anche "giovani" o "under 20" a seconda delle fonti) e "cadetti" (under 17). La categoria juniores a partecipato per l'ultima volta nel 2020. La categoria "under 15" ha partecipato una prima volta negli anni 2014-2015 (con il nome "minimes"), poi nuovamente negli anni 2019-2020, e infine dal 2023 in poi. 
Ad ogni competizione vengono attribuite sei medaglie individuali (uomini e donne nelle tre armi del fioretto, della spada e della sciabola) per ogni categoria d'età e due medaglie a squadre (squadre uomini e squadre donne, ogni squadra contiene atleti di tutte e tre le armi senza distinzione di categoria).

## Albo d'oro

### Under 18
| Anno | Fioretto             | Fioretto           | Spada          | Spada            | Sciabola           | Sciabola            |
| Anno | Uomini               | Donne              | Uomini         | Donne            | Uomini             | Donne               |
| ---- | -------------------- | ------------------ | -------------- | ---------------- | ------------------ | ------------------- |
| 2004 | Alessandro Meringolo | Anna Pagoulatou    | Fabio Serpero  | Federica Stoissa | Alberto Pellegrini | Araceli Navarro     |
| 2005 | Martino Minuto       | Salma Swiaf        | Rosello Marc   | Giulia Rizzi     | Marinos Prevenios  | Aracell Navarro     |
| 2006 | Michele Pirrazzo     | Stefania Straniero | Fabio Camerota | Giulia Rizzi     | Enrico Navarria    | Azza Besbes         |
| 2007 | Giorgio Avola        | Alice Volpi        | Alex Bardener  | Brenda Briasco   | Baptiste Gans      | Lucrezia Sinigaglia |

### Juniores
| Anno | Fioretto                | Fioretto               | Spada                | Spada                 | Sciabola            | Sciabola           |
| Anno | Uomini                  | Donne                  | Uomini               | Donne                 | Uomini              | Donne              |
| ---- | ----------------------- | ---------------------- | -------------------- | --------------------- | ------------------- | ------------------ |
| 2008 | El Sayed                | Ines Boubakri          | Mert Uzunay          | Rossella Fiamingo     | Riccardo Nuccio     | Imene Ben Chaabane |
| 2009 | Michele Caporizzi       | Francesca Palumbo      | Andrea Santarelli    | Azza Besbes           | Hakan Yildirim      | Sofia Ciaraglia    |
| 2010 | Maxime Pauty            | Giulia Scacciati       | Marco Fichera        | Louise Jacob          | Alessandro Riccardi | Azza Besbes        |
| 2011 | Andrea Lorenzo Zacchero | Erica Cipressa         | Ayman Fayez          | Paula Fernandez Perez | Francesco Bonsanto  | Begumhan Bilgin    |
| 2012 | Erwann Auclin           | Camilla Rivano         | Okan Karadeniz       | Francesca Tauro       | Tom Seitz           | Kenza Boudad       |
| 2013 | Alberto Dei Rossi       | Elisabetta Bianchin    | Gianluca Casaro      | Eleonora De Marchi    | Daniele Biaggi      | Maria Elena Aresu  |
| 2014 | Andrea Sanfilippo       | Beatrice Argenti       | Tomaso Melocchi      | Giorgia Pometti       | Marco Lecci         | Rebecca Gargano    |
| 2015 | Jose Charreu            | Cecilia Maria Tempesta | Alvaro Ibanez        | Andrea Vittoria Rizzi | Enver Yildirim      | Sara Estrada       |
| 2016 | Mohamed Hamza           | Lara Bertola           | Riccardo Abate       | Gaia Traditi          | Matteo Neri         | Vanessa Infante    |
| 2017 | Alessandro Stella       | Camilla Rossi          | Giulio Gaetani       | Gaia Traditi          | Fares Ferjani       | Louise Klein       |
| 2018 | Youssef Sanaa           | Yara Elsharkawy        | Matteo Amodio Maisto | Marzia Cena           | Yassin Agamy        | Vally Giovannelli  |
| 2019 | Gregorio Isolani        | Alicia Audibert        | Paolo Santoro        | Anita Corradino       | Edoardo Cantini     | Carlotta Fusetti   |
| 2020 | Giulio Lombardi         | Arianna Proietti       | Paolo Santoro        | Vittoria Siletti      | Ahmed Ferjani       | Tugce Rana Kaya    |
| 2022 | Matteo Morini           | Aurora Grandis         | Lino Heurlin Vasquez | Aleyna Erturk         | Davide Cicchetti    | Michela Landi      |

### Cadetti
| Anno | Fioretto                 | Fioretto          | Spada                         | Spada                       | Sciabola             | Sciabola                |
| Anno | Uomini                   | Donne             | Uomini                        | Donne                       | Uomini               | Donne                   |
| ---- | ------------------------ | ----------------- | ----------------------------- | --------------------------- | -------------------- | ----------------------- |
| 2008 | Francesco Trani          | Irene Provinciali | Gabriele Bino                 | Brenda Briasco              | Riccardo Nuccio      | Caterina Navarria       |
| 2009 | Michele Caporizzi        | Francesca Palumbo | Axaire                        | Camilla Batini              | Enrico Berrè         | Caterina Navarria       |
| 2010 | Maxime Pauty             | Martina Sinigalia | Marco Fichera                 | Louise Jacob                | Alessandro Riccardi  | Stavroula Dimkou        |
| 2011 | Andrea Lorenzo Zacchero  | Erica Cipressa    | Mattia Pristera               | Lorenza Baroli              | Francesco Bonsanto   | Ilgin Sarban            |
| 2012 | Erwann Auclin            | Camilla Rivano    | Yulen-Alexander Pereira-Ramos | Isabella Signani            | Ciro Tomaselli       | Lea Melissa Moutoussamy |
| 2013 | Andrea Enrico Sanfilippo | Claudia Borella   | Marc Andreu Almansa           | Nicole Abate                | Nicola Possenti      | Maria Teresa Betegon    |
| 2014 | Andrea Funaro            | Letizia De Zolt   | Federico Vismara              | Nelli Ladanyi               | Fabrizio Affede      | Chiara Crovari          |
| 2015 | Jose Charreu             | Caterina Pozzan   | Amedeo Zancanella             | Alessandra Segatto          | Inaki Bravo          | Carlota Del Valle       |
| 2016 | Tommaso Chiappelli       | Arianna Pappone   | Marco Molluso                 | Gaia Traditi                | Matteo Neri          | Diana Gonzalez          |
| 2017 | Tommaso Marini           | Martina Favaretto | Davide Di Veroli              | Alessia Pizzini             | Alberto Fornasir     | Louise Klein            |
| 2018 | Leonardo Pieralisi       | Carlotta Ferrari  | Simone Mencarelli             | Emilia Rossatti             | Michele Gallo        | Aylin Cakir             |
| 2019 | Raian Adoul              | Alice Gambitta    | Simone Mencarelli             | Carola Maccagno             | Lorenzo Ottaviani    | Emma Guarino            |
| 2020 | Arnau Guma               | Alisa Isbir       | Miguel Angel Chuzon           | Aleyna Ertuk                | Leonardo Tocci       | Mariella Viale          |
| 2022 | Numa Crist               | Greta Collini     | Yalgin Yeter                  | Alenya Erturk               | Lucas Guilley        | Alexandra Manga         |
| 2023 | Abdelrahman Tolba        | Giorgia Ruta      | Juan Perez Weber              | Irene Vigorito              | Leonardo Reale       | Henar Valverde Mate     |
| 2024 | Sam Kim Yuom             | Greta Saioni      | Rayan Rami Rozpide            | Alejandra Rodriguez Vicente | Adrian Roman Blanque | Flavia Astolfi          |
| 2025 | Riccardo Mancini         | Sofia Mancini     | Daniel Ferro                  | Flavia Verri                | Mattia Bottega       | Greta Vinci             |

### Under 15
| Anno | Fioretto          | Fioretto               | Spada              | Spada               | Sciabola                | Sciabola               |
| Anno | Uomini            | Donne                  | Uomini             | Donne               | Uomini                  | Donne                  |
| ---- | ----------------- | ---------------------- | ------------------ | ------------------- | ----------------------- | ---------------------- |
| 2014 | Fisher            | Bertola                | Collin             | Bayram              | Fornasir                | Noutcha                |
| 2015 | Robin             | Bertola                | Iandolo            | Gaia Traditi        | Fornasir                | Ventura                |
| 2019 | Isolani           | Audibert               | Santoro            | Corradino           | Cantini                 | Fusetti                |
| 2020 | Valiere           | Friess                 | Wingerter          | Linares             | Couderc                 | Chabrol                |
| 2022 | San Kim Yuom      | Israa Alsiaybi         | Pablo Ruiz Vazquez | Mia Mneimneh        | Adrian Roman Blanque    | Anna Kalliopi Kourousi |
| 2023 | Emanuele Iaquinta | Eleonora Carraro       | Isaia Contin       | Lucia Abajo Salcedo | Markel Amat Baztarrika  | Anna Kalliopi Kourousi |
| 2024 | Luca Guidi        | Maria Francesca Prenna | Xavier Melo        | Mariasole Romanini  | Alejandro Roman Blanque | Duru Ayse Özgönūl      |
| 2025 | Luca Guidi        | Mélisande Bolore       | Giuseppe Iadaresta | Flavia Verri        | Jacopo Sciullo          | Greta Vinci            |

### Squadre
| Anno | Uomini   | Uomini   | Uomini            | Donne    | Donne    | Donne             |
| Anno | Oro      | Argento  | Bronzo            | Oro      | Argento  | Bronzo            |
| ---- | -------- | -------- | ----------------- | -------- | -------- | ----------------- |
| 2020 | Italia   | Spagna   | Tunisia           | Italia   | Tunisia  | -                 |
| 2022 | Italia 2 | Italia 1 | Spagna 1          | Italia 1 | Italia 2 | Spagna            |
| 2023 | Spagna 1 | Italia 2 | Italia 1 Italia 3 | Italia 1 | Spagna   | Italia 2 Italia 3 |
| 2024 | Spagna 1 | Spagna 2 | Italia Turchia    | Italia   | Spagna 1 | Spagna 2 Turchia  |
| 2025 | Italia   | Slovenia | Spagna            | Italia   | Spagna   | Serbia            |

## Edizioni
| Edizione | Anno | Città       | Nazione   |
| -------- | ---- | ----------- | --------- |
| I        | 2004 | Istanbul    | Turchia   |
| II       | 2005 | Il Cairo    | Egitto    |
| III      | 2006 | Hammamet    | Tunisia   |
| IV       | 2007 | Siracusa    | Italia    |
| V        | 2008 | Tunisi      | Tunisia   |
| VI       | 2009 | Loures      | Francia   |
| VII      | 2010 | Zrenjanin   | Serbia    |
| VIII     | 2011 | Beirut      | Libano    |
| IX       | 2012 | Parenzo     | Croazia   |
| X        | 2013 | Algeri      | Algeria   |
| XI       | 2014 | Chiavari    | Italia    |
| XII      | 2015 | Guadalajara | Spagna    |
| XIII     | 2016 | Orano       | Algeria   |
| XIV      | 2017 | Marsiglia   | Francia   |
| XV       | 2018 | Il Cairo    | Egitto    |
| XVI      | 2019 | Cagliari    | Italia    |
| XVII     | 2020 | Tunisi      | Tunisia   |
| XVIII    | 2022 | al-Salt     | Giordania |
| XIX      | 2023 | Zagabria    | Croazia   |
| XX       | 2024 | La Nucia    | Spagna    |
| XXI      | 2025 | Orsera      | Croazia   |